# Dick Clark's New Year's Rockin' Eve
El Especial de Año Nuevo de Dick Clark, conocido en inglés como Dick Clark's New Year's Rockin' Eve, es un programa televisivo trasmitido por la cadena de televisión estadounidense NBC, y luego de un par de años finalmente por la ABC, quien se hizo cargo de la producción del mismo hasta el presente. El objetivo de este programa es trasmitir la llegada del Año Nuevo a la ciudad de Nueva York, en los Estados Unidos, desde la icónica Plaza Urbana de Times Square, en el corazón de Manhattan.

## Historia
Antes del estreno de la primera edición del especial, la CBS era la cadena líder en el inicio de cada año. Era usual reunirse en Familia y realizar el conteo regresivo de Medianoche en compañía del célebre director de Música Guy Lombardo, que acompañado por sus Royal Canadians, tocaban la famosa composición musical de origen escocés Auld Lang Syne, haciendo de este, un momento histórico de la televisión norteamericana desde el Salón Multiuso del Hotel Waldorf-Astoria de Manhattan. Hasta su fallecimiento en 1977, Guy Lombardo era el líder indiscutible, habiendo realizado 48 trasmisiones iniciadas a partir de 1928 en los primeros días de la radio, luego dentro de la División Radial de la NBC, hasta pegar el gran salto a la pantalla chica, en donde estuvo desde 1956 hasta 1976, por unos 20 años. En cada año, Guy Lombardo hacia su trabajo de presentador desde el famoso Hotel mientras que se colocaba a un periodista desde la plaza de Times Square en los últimos momentos de la noche para que relatase el descenso de la famosa Bola sobre la multitud. Un periodista muy famoso en hacer esta tarea fue Ben Grauer, entre otros. 
En la década de 1970, el trabajo de Guy Lombardo empezó a ser cada vez menos visto, con audiencias en caída que veían como el formato televisivo estaba siendo desactualizado, sin que algo mejor surgiera para la creciente audiencia joven del momento. Fue en ese momento en que Dick Clark, que durante años lideraba las audiencias de cada fin de semana en la NBC con su programa American Bandstand sugirió realizar un especial de Fin de Año orientado a este público, que se contrapusiera a lo clásico y ya conocido por la sociedad. Fue así que con la aprobación de los altos cargos de la NBC, durante 1972 se preparó el primer programa de Fin de Año, el cual sería llamado como "New Year's Rockin' Eve" y sería trasmitido durante varias horas del último día del año hasta la medianoche, con el famoso Dick trasmitiendo el descenso de la Bola sobre la multitud en Nueva York. El primer experimento fue fantástico. Para aliviar los trabajos de producción, se utilizaron actuaciones pregrabadas desde el salón "Reina Maria" ("Queen Mary" en inglés) de la ciudad de Los Ángeles, con la participación de los Three Dog Night, Blood, Sweat & Tears, Helen Reddy y el famoso trompetista Al Green. 
En los siguientes años, la audiencia se iría incrementando masivamente, con mejores personalidades del espectáculo formando parte de la transmisión pregrabada y en vivo. Hasta 1974 ls NBC fue la encargada de hacer la producción televisiva, pero desde 1975 en adelante, una interesada ABC tomó el ascenso de Dick Clark y lo contrató para producir el mismo trabajo de aquellos primeros años en la nueva cadena. 
Tras la muerte de Lombardo en 1977, los Royal Canadians, hicieron por última vez en la CBS, su especial de Año Nuevo, con una caída grave de audiencia, siendo superada por el trabajo de Dick Clark en la ABC. La amenaza de un nuevo especial, llevó a la CBS a sacar del aire a los Royal Canadians, a favor de un nuevo especial, el cual se llamaría "Feliz Año Nuevo, Estados Unidos", con que se recibiría al Año 1980. 
El éxito de Dick al frente de cada Fin de Año lo hizo más famoso alrededor del mundo y lo consagró como uno de los "Showman" más importantes de la televisión norteamericana. Tras más de 15 años al aire, su especial se volvió en una nueva tradición familiar, tal y como ocurriera con Guy Lombardo en su época. Se consiguió arrebatar toda audiencia de todo tipo y cada año fue lo más visto en los EE. UU. En 1999-2000, para la llegada del nuevo Milenio, fue la primera vez en que el programa no sería exhibido al aire debido al interés de la ABC en trasmitir un nuevo y único especial, "ABC 2000 Today" en el cual por apenas unos minutos se incluiría solo la presencia de Dick Clark como reportero en Times Square para la llegada de ese momento tan histórico, que en realidad solo sería una pequeña parte de lo que cada año su programa realizaba. El resto era trabajo y narración del famoso y hoy en día también desaparecido periodista Peter Jennings, quien con su equipo desde otro lado de Nueva York sería el encargado de abrir y cerrar la transmisión de aquel año con Clark. No obstante, para recibir el 2001, el programa con el formato de siempre, estaría de vuelta, para seguir adelante por muchos años más.
Para 2004-2005 se produce sin embargo la segunda ausencia del programa tal y como se lo conoce, debido al accidente cerebrovascular que lo mantendría hospitalizado y alejado de la televisión por un año. Debido a esto, lamentablemente la increíble y potente voz de Dick Clark desaparecería por el lento flujo de sangre en sus cuerdas vocales, hecho que seguiría hasta su muerte, lo cual anteriormente no le impidió sin embargo retornar a la conducción del Show en 2005-2006, el cual siguió hasta su muerte en 2012.

## Ryan Seacrest y "Dick Clark's New Years's Rockin' Eve with Ryan Seacrest"
Debido al accidente cerebrovascular que le impedía moverse y trabajar normalmente, la ABC colocó al periodista y actor Ryan Seacrest al mando de una coconducción del show desde 2006 en adelante. Seacrest también le dio un nuevo formato al programa con la presentación de las celebridades más famosas del año, acompañando el conteo regresivo de medianoche desde un Escenario improvisado entre la multitud del Times Square. Seacrest también daba paso a las presentaciones musicales del lugar y era el encargado de abrir y cerrar el espectáculo en su debido momento. Desde 2012-2013 en adelante es el que tomó el relevo de Clark tras su muerte y le dio un nuevo nombre al Programa, pasando a ser este conocido como "Dick Clark's New Year's Rockin' Eve with Ryan Seacrest" (En español "Especial de Año Nuevo de Dick Clark con Ryan Seacrest") el cual no ha dejado de ser un éxito. En ese mismo año la ABC renovó el contrato de Seacrest y el formato hasta 2023, con lo cual este increíble hito de la televisión norteamericana tendrá mucho futuro por delante.